# Les Souliers de la reine
Personnages
- Vakoula, forgeron (ténor)
- Solokha, sorcière, mère de Vakoula (mezzo-soprano)
- Tchoub, vieux cosaque (basse)
- Oksana, fille de Tchoub (soprano)
- Diable (basse)
- Maître d'école (ténor)
- Pan Golova, maire du village (basse)
- Panas, ami de Tchoub (ténor)
- Prince Sérénissime (basse)
- Maître des Cérémonies (basse)
- Préposé (ténor)
- Vieux cosaque zaporogue
- Voix d'un léchi (basse)
- Jeunes filles et garçons, vieillards, joueurs de gousli, esprits, rusalkas, écho, sujets de cour, zaporogues (voix solistes, chœur, rôles muets)

Les Souliers de la reine (en russe : Черевички / Tcherevitchki), appelé aussi Les Caprices d'Oxane, est un opéra en quatre actes et huit scènes de Piotr Ilitch Tchaïkovski, sur un livret russe de Iakov Polonski, fondé sur la nouvelle de Nicolas Gogol, La Nuit de Noël, extrait des Soirées du hameau, et composé entre février et avril 1885. C'est la version remaniée de l'opéra Vakoula le Forgeron ; le livret fut révisé par Tchaïkovski et Nikolaï Tchaïev (en). La première représentation eut lieu au Théâtre Bolchoï, à Moscou, le 31 janvier 1887.

## Genèse
Ainsi qu'il l'écrivit dans une lettre à son éditeur Jurgenson datée du 10 mai 1884 (dans le calendrier grégorien), Tchaïkovski avait depuis longtemps l'intention de réviser son opéra Vakoula le forgeron, et avait prévu de le réécrire pendant l'hiver afin de le faire représenter lors de la saison 1885/1886 du Théâtre Bolchoï de Moscou. Il reprit le livret de son opéra, écrit à l'origine par Iakov Polonski pour Alexandre Serov, qui mourut en 1871 avant de pouvoir composer la musique. 
Tchaïkovski compose la nouvelle version entre février et début avril 1885 à Maïdanovo. Il ne veut pas l'appeler Vakoula le Forgeron, car il existe déjà plusieurs autres versions de l'opéra. Avec l'aide de son frère Modeste, il trouve le nouveau titre, Tcherevitchki : il désigne les bottes traditionnelles en cuir souple et à talons hauts que portent les femmes ukrainiennes — dans l'opéra, ce sont les bottes de la tsarine. En avril, le Bolchoï accepte de mettre en scène l'opéra. En mai, Tchaïkovski envoie à Polonski et à Jurgenson le livret définitif, avec les modifications et des ajouts, notamment les paroles de l'air de Vakoula de l'acte III, écrites par le poète Nikolaï Tchaïev (en) à la demande du compositeur.
La partition pour piano et les parties d'orchestre furent publiées au cours de l'année, mais l'opéra ne put être représenté lors de la saison 1885/1886, malgré les promesses du Théâtre Bolchoï. En effet, le chef d'orchestre Ippolite Altani (en) était tombé malade, et Tchaïkovski était réticent à l'idée d'engager un remplaçant moins talentueux. Tchaïkovski proposa de diriger lui-même l'opéra et son idée fut reçue avec enthousiasme, mais plusieurs contraintes firent que la première représentation dut être repoussée à la saison suivante.

## Création
L'opéra fut représenté pour la première fois au Théâtre Bolchoï, à Moscou, le 31 janvier 1887, sous la baguette de Tchaïkovski lui-même, avec la mise en scène du ténor Anton Ivanovitch Bartsal et les décors de Karl Fedorovitch Waltz.
Bien que très différent de Vakoula le Forgeron, l'opéra ne suscita pas beaucoup plus d'enthousiasme de la part du public moscovite. Malgré tout, Tchaïkovski écrivit en 1890 que Tcherevitchki était l'un de ses meilleurs opéras en termes de musique.
Première de Moscou (Première mondiale)
- Date : 31 janvier (19 janvier dans le calendrier julien) 1887
- Théâtre : Théâtre Bolchoï
- Chef d'orchestre : Piotr Ilitch Tchaïkovski
- Décors : Karl Fedorovitch Waltz

### Distribution
| Rôle | Nom en russe                                                                                                 | Tessiture                         | Créateur                          |
| --- | --- | --------------------------------- | --------------------------------- |
| Vakoula, forgeron                                                                                            | Вакула | Ténor                             | Dmitri Oussatov                   |
| Solokha, sorcière, mère de Vakoula                                                                           | Солоха | Mezzo-soprano                     | Alexandra Sviatlovskaïa           |
| Tchoub, vieux cosaque                                                                                        | Чуб | Basse                             | Ivan Matchinski                   |
| Oksana, fille de Tchoub                                                                                      | Оксана | Soprano                           | Maria Klimentova-Mouromtcheva     |
| Diable | Бес | Basse                             | Bogomir Korsov                    |
| Maître d'école                                                                                               | Школьный учитель                                                                                             | Ténor                             | Alexandre Dodonov (en)            |
| Pan Golova, maire du village                                                                                 | Пан Голова                                                                                                   | Basse                             | Vladimir Streletski               |
| Panas, ami de Tchoub                                                                                         | Панас | Ténor                             | Piotr Grigoriev                   |
| Prince Sérénissime                                                                                           | Светлейший                                                                                                   | Basse                             | Pavel Khokhlov                    |
| Maître des Cérémonies                                                                                        | Церемониймейстер                                                                                             | Basse                             | Romuald Vassilievski              |
| Préposé | Дежурный | Ténor                             |                                   |
| Vieux cosaque zaporogue                                                                                      | Старый запорожец                                                                                             | Basse                             |                                   |
| Voix d'un léchi                                                                                              | Голос лешего                                                                                                 | Basse                             |                                   |
| Jeunes filles et garçons, vieillards, joueurs de gousli, esprits, rusalkas, écho, sujets de cour, zaporogues | Jeunes filles et garçons, vieillards, joueurs de gousli, esprits, rusalkas, écho, sujets de cour, zaporogues | Voix solistes, chœur, rôles muets | Voix solistes, chœur, rôles muets |

## Argument
Acte I
- Scène 1

Vers la fin du XVIIIe siècle, la veille de Noël, dans le village de Dykanka (Ukraine), devant la maison de Solokha
C'est la pleine lune. Devant sa maison, la sorcière Solokha est courtisée par le Diable. Celui-ci est venu se venger du forgeron Vakoula, fils de Solokha, qui l'a représenté sur une peinture de la porte de l'église, peinture qui a suscité les moqueries des autres diables. Ce soir-là, Vakoula veut rendre visite à sa fiancée Oxana, dont le père cosaque Tchoub (qui ne s'entend pas bien avec Vakoula) a été invité par le diacre du village pour fêter le réveillon. Le Diable a un plan : il dérobera la lune et déchaînera une tempête de neige ; ainsi, Tchoub devrait rentrer chez lui, ce qui empêcherait Vakoula de voir Oxana. Dans la nuit noire, au milieu des vents glacés, Tchoub et son ami Panas choisissent de rentrer dans une taverne. La tempête s'étant calmée, Tchoub, ivre, reprend le chemin de sa maison.
- Scène 2

Dans la maison de Tchoub
Devant son miroir, Oxana se fait belle. Elle a mis la table, préparé des gâteaux et du vin pour les jeunes gens du village qui chantent les koliadki (chants traditionnels ukrainiens pour les fêtes de Noël) et qui devraient bientôt passer chez elle. Elle est de mauvaise humeur car son père l'a laissée toute seule. Elle se sent abandonnée. Vakoula arrive, et elle n'est pas tendre avec lui. Elle lui reproche même d'avoir pour mère une sorcière, qui épousera bientôt Tchoub. Vakoula est bouleversé par cette nouvelle.
Tchoub, couvert de neige et complètement ivre, frappe à la porte. Vakoula, à présent de mauvaise humeur lui aussi, ne le reconnaît même pas et le renvoie dehors. Oxana est frustrée par le comportement de Vakoula et lui déclare qu'elle aime un autre homme, pour le punir et le rendre jaloux. Vakoula, découragé, sort de la maison. Oxana regrette son impulsivité et avoue son amour pour Vakoula. Même les jeunes gens en fête ne parviennent pas à apaiser ses remords.
Acte II
- Scène 3

Dans la maison de Solokha
Solokha et le Diable sont rentrés de leur promenade nocturne et dansent un gopak. Le maire du village, Pan Golova, frappe à la porte. Lui aussi est amoureux de Solokha. Le Diable court se cacher dans l'un des sacs de charbon que Vakoula avait apporté à sa mère. Le maire se met à bavarder avec Solokha, mais on frappe à nouveau à la porte. Pan Golova se cache dans un autre sac. Le maître d'école entre et tente de séduire Solokha. Arrive Tchoub, et le maître d'école doit se cacher dans le dernier sac. Enfin, Vakoula rentre de chez Oxana, et Solokha n'a d'autre choix que de cacher Tchoub dans le même sac que le maître d'école. Elle conseille à Vakoula d'aller dormir dans son atelier. En sortant, le forgeron prend les trois sacs de charbon, non sans peine, convaincu que son chagrin est la cause de sa fatigue soudaine.
- Scène 4

Dans les rues de Dykanka
Les jeunes gens chantent les koliadki dans les rues du village. Oxana les rejoint. Vakoula s'approche peu à peu et pose deux sacs par terre, et garde le troisième sur son épaule. Oxana raconte à tous ce qui vient de se passer entre Vakoula et son père. Puis elle vante la beauté des bottines de son amie Odarka. Elle déclare que jamais personne ne lui a fait un si beau cadeau. Vakoula s'engage à lui offrir de plus belles bottines. Elle le met au défi de lui rapporter celles de la tsarine. Elle s'acharne sur lui, et dit qu'elle ne l'épousera pas s'il ne rapporte pas les bottines. Menaçant de se suicider, Vakoula s'éloigne avec son sac sur l'épaule, laissant les sacs contenant Pan Golova, Tchoub et le maître d'école.
Acte III
- Scène 5

Au clair de lune, au bord d'une rivière gelée, au milieu d'un paysage hivernal, avec au loin, un moulin
Des roussalkas prisonnières des glaces se plaignent du froid et de l'obscurité. Un léchi les prévient qu'un jeune homme vient se suicider. Vakoula s'approche de la rivière, désespéré, décidé à mourir. Le Diable sort du sac, saute sur son dos et lui propose un marché : son âme en échange d'Oxana. Vakoula fait mine de signer le pacte avec son sang, mais avec habileté, il saisit le Diable par la queue et le met à terre. Insensible à ses prières, Vakoula exige de lui qu'il l'emmène au palais de la tsarine, pour obtenir ses bottines. Vakoula s'envole sur le dos du Diable pour Saint-Pétersbourg.
- Scène 6

À Saint-Pétersbourg, dans le palais de la tsarine
Vakoula et le Diable atterrissent sur le parquet d'une salle de réception du palais. Le Diable se cache derrière la cheminée. Une délégation de cosaques zaporogues entre, attendant d'être reçue par la tsarine. En effet, les zaporogues viennent de remporter une éclatante victoire pour l'Empire russe et viennent demander un rétablissement des privilèges de la Sietch au sein de l'Empire. Le Diable les convainc d'emmener Vakoula avec eux.
- Scène 7

Vakoula et les cosaques sont accueillis dans une grande et magnifique salle de bal, ornée de colonnes et de candélabres. Les sujets dansent une polonaise. Puis le Prince Sérénissime déclame une ode à la gloire de l'armée russe. Vakoula exprime sa requête, et le Prince Sérénissime, amusé par tant de simplicité, lui fait apporter les bottines dorées à talons rouges sur un plateau d'argent. Vakoula repart à Dykanka sur le dos du Diable.
Acte IV
- Scène 8

À Dykanka, le jour de Noël
Le soleil brille sur la place, mais Solokha et Oxana sont terriblement attristées par la disparition de Vakoula. Celui-ci revient, et tous se réjouissent. Il demande pardon à Tchoub, qui lui accorde la main de sa fille. Il tend les précieuses bottines à Oxana, mais elle les refuse avec modestie, mille fois plus heureuse de le retrouver. Le village peut maintenant célébrer leur mariage.

## Orchestration
| Instrumentation de Tcherevitchki                                                  |
| Bois                                                                              |
| 1 piccolo, 2 flûtes, 2 hautbois, 2 clarinettes (en la, si bémol et ut), 2 bassons |
| Cuivres                                                                           |
| 4 cors (en fa), 2 trompettes (en fa et ré), 3 trombones, tuba                     |
| Orchestre d'harmonie                                                              |
| dans les coulisses                                                                |
| Percussions                                                                       |
| timbales, grosse caisse, tambourin, cymbales, triangle                            |
| Cordes                                                                            |
| 1 harpe, premiers violons, seconds violons, altos, violoncelles, contrebasses     |

## Programme
Ouverture
Acte I
- Scène 1

1. Scène et duo (Solokha, Diable)
2. Tempête de neige (Diable, Tchoub, Panas, Chœur)
- Scène 2

3. Air (Oksana)
4. Scène et arioso (Oxana, Vakoula)
5. Scène (Oxana, Tchoub, Vakoula)
6. Scène et duo de (Vakoula, Oxana)
7. Scène finale (Oxana, Vakoula, Chœur)
Acte II
- Scène 3

Entracte
8. Scène (Solokha, Diable)
9. Scène (Pan Golova, Solokha)
10. Scène (Maître d'école, Solokha)
11. Scène et quintette (Tchoub, Solokha, Vakoula, Maître d'école, Diable)
12. Arioso (Vakoula)
- Scène 4

13. Scène chorale
14. Scène et chanson des tcherevitchki (Oxana, Vakoula, Chœur)
15. Final (Oxana, Vakoula, Tchoub, Chœur)
Acte III
- Scène 5

Entracte
16. Chœur des roussalkas (Voix d'un léchi, Chœur)
17. Scène et air de Vakoula (Vakoula, Écho, Diable)
- Scène 6

18. Scène (Diable, Vakoula, Vieux cosaque, Préposé, Chœur)
- Scène 7

19. Polonaise (Vakoula, Maître des cérémonies, Prince Sérénissime, Chœur)
20. Couplets (Prince Sérénissime, Chœur)
21. Menuet et scène (Vakoula, Prince Sérénissime, Chœur)
22. Danse russe et danse cosaque
23. Scène (Maître des cérémonies, Diable, Vakoula)
Acte IV
- Scène 8

24. Duo (Solokha, Oxana)
25. Final (Oxana, Tchoub, Pan Golova, Panas, Solokha, Vakoula, Chœur)